# Declinul și căderea Imperiului Roman de Apus

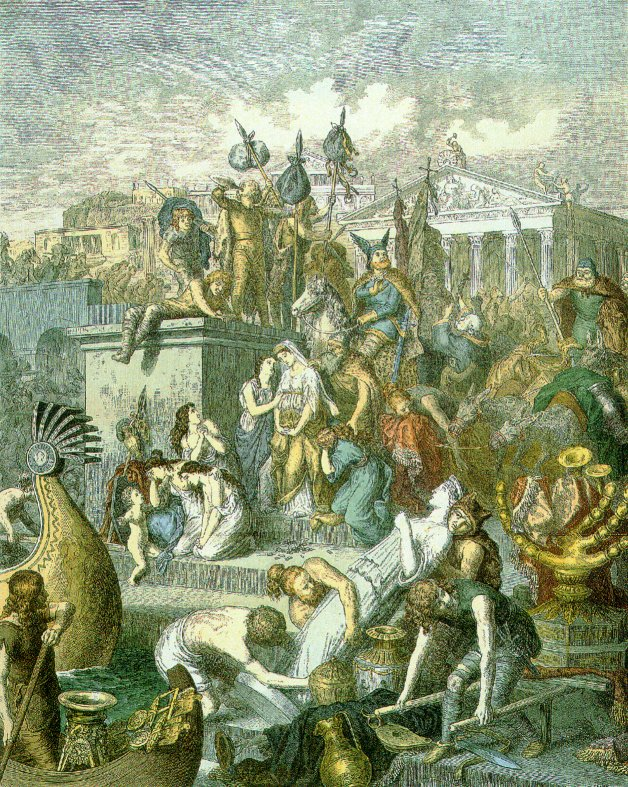
Pictură simbolică din secolul XIX - jefuirea Romei de către vandali în 455

Prăbușirea Imperiului Roman se referă de fapt la prăbușirea Imperiului Roman de Apus în 476. Declinul și căderea Imperiului Roman de Apus a fost un proces istoric complex care a fost determinat de mai mulți factori.

## Păreri după cercetări mai vechi
Purtătorul principal al acestor păreri era istoricul britanic Edward Gibbon (1737-1794) care în opera sa „The History of the Decline and Fall of the Roman Empire” susține teoria declinului și căderii Imperiului Roman potrivit căreia acestea s-ar fi datorat:
1. slăbirii structurii imperiului, la care ar fi contribuit și creștinismul
2. presiunea din afară, cauzată de popoarele barbare, care erau dușmanii imperiului,

El exclude teoria lui Montesquieu, care atribuia cauza căderii imperiului decadenței societății romane.
Până în secolul al XIX-lea lumea creștină considera în principal că popoarele germanice ar fi determinat căderea imperiului.
Istoricul german Oswald Spengler (1880-1963) privește căderea imperiului ca un fenomen ciclic care se repetă în cadrul istoriei și anume că fiecare imperiu cunoaște o perioadă de început, o perioadă de dezvoltare și una de decădere și dezmembrare. Această teorie ciclică găsește o serie de adepți ca Arnold Joseph Toynbee, care însă adaugă că și decăderea morală ar fi accelerat acest proces.
Constantin cel Mare,cu scopul unificării populației oficializează creștinismul prin intermediul Edictului de la Milano (313) și construiește o nouă capitala (330) – Constantinopolul, care devine  cel mai măreț oraș de pe mapa-mond timp de 1000 ani, iar  Teodosius I împarte imperiul între fiii săi  în Imperiul Roman de Apus și de Răsărit (395). Procesele separatiste interprinse la nivel oficial (instraurarea tetrarhiei și împărțirea imperiului) deși aveau ca scop redresarea situației interne, au fost primii pași majori ce au dus la căderea Imperiului Roman.

## Păreri după cercetări mai noi
„Teoria decadenței morale” a societății romane este acceptată ca fiind o cauză a declinului Imperiului, ea provocând corupție și slăbire pe plan economic:
- conducătorii militari și nobilii romani nu se mai supuneau împăratului;
- nemulțumirea în general a populației, personalități integre părăsind funcțiile lor de stat și intrând în slujba bisericii;
- la acestea s-au adăugat și numeroasele atacuri ale popoarelor barbare, care nu mai puteau fi respinse de o armata romană mai puțin organizată și disciplinată decât în trecut.